# Kompania graniczna KOP „Smolicze”
Kompania graniczna KOP „Smolicze” – pododdział graniczny Korpusu Ochrony Pogranicza pełniący służbę ochronną na granicy polsko-radzieckiej.

## Formowanie i zmiany organizacyjne
Na podstawie rozkazu szefa Sztabu Generalnego L. dz. 12044/O.de B./24 z 27 września 1924, w pierwszym etapie organizacji Korpusu Ochrony Pogranicza sformowano 9 batalion graniczny , a w jego składzie 3 kompanię graniczną KOP. W listopadzie 1936 kompania liczyła 2 oficerów, 8 podoficerów, 5 nadterminowych i 98 żołnierzy służby zasadniczej.
W 1939 3 kompania graniczna KOP „Smolicze” podlegała dowódcy batalionu KOP „Kleck”.

## Służba graniczna
Podstawową jednostką taktyczną Korpusu Ochrony Pogranicza przeznaczoną do pełnienia służby ochronnej był batalion graniczny. Odcinek batalionu dzielił się na pododcinki kompanii, a te z kolei na pododcinki strażnic, które były „zasadniczymi jednostkami pełniącymi służbę ochronną”, w sile półplutonu. Służba ochronna pełniona była systemem zmiennym, polegającym na stałym patrolowaniu strefy nadgranicznej i tyłowej, wystawianiu posterunków alarmowych, obserwacyjnych i kontrolnych stałych, patrolowaniu i organizowaniu zasadzek w miejscach rozpoznanych jako niebezpieczne, kontrolowaniu dokumentów i zatrzymywaniu osób podejrzanych, a także utrzymywaniu ścisłej łączności między oddziałami i władzami administracyjnymi. Miejscowość, w którym stacjonowała kompania graniczna, posiadała status garnizonu Korpusu Ochrony Pogranicza.
3 kompania graniczna „Smolicze” w 1934 ochraniała odcinek granicy państwowej szerokości 17 kilometrów 619 metrów. Po stronie sowieckiej granicę ochraniały zastawy „Zarakowce” i „Puzowo” z komendantury „Filipowicze” .
Kompanie sąsiednie:
- 2 kompania graniczna KOP „Siejłowicze” ⇔ 1 kompania graniczna KOP „Lubieniec” – 1928[8], 1929[9], 1931[7] , 1932[10], 1934[11], 1938[12]

## Struktura organizacyjna

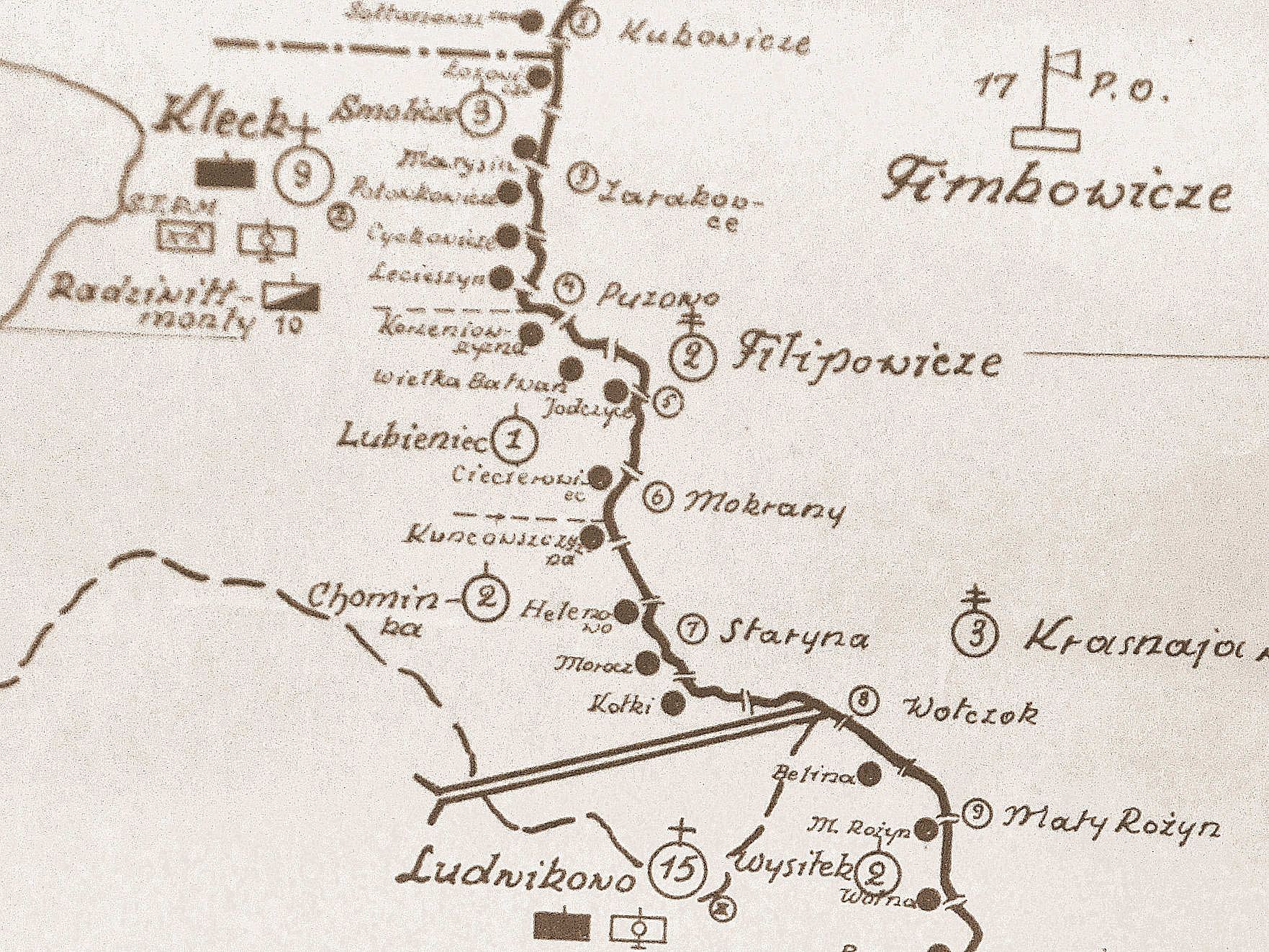
Rozmieszczenie batalionu KOP „Kleck” w 1931

Strażnice kompanii w latach 1928 – 1934  :
- 77 strażnica KOP „Łozowicze”[d]
- 78 strażnica KOP „Marysin”[e]
- 79 strażnica KOP „Pawłowkowicze”[f] (Połowkowicze[8])
- 80 strażnica KOP „Cyckowicze”][g]
- 80a strażnica KOP „Lecieszyn”[h]

Strażnice kompanii w 1938
- strażnica KOP „Marysin”
- strażnica KOP „Połowkowicze”
- strażnica KOP „Cyckowicze”

Organizacja kompanii 17 września 1939:
- dowództwo kompanii
- pluton odwodowy
- 1 strażnica KOP „Marysin”
- 2 strażnica KOP „Połowkowicze”
- 3 strażnica KOP „Cyckowicze”

## Dowódcy kompanii
- kpt. piech. Adam Fleszar (19 I 1932[16]  − )